# Mount Vernon, Alabama
Mount Vernon là một thị trấn thuộc quận Fayette, tiểu bang Alabama, Hoa Kỳ. Dân số năm 2009 là 815 người, mật độ đạt 60 người/km².